# Zum roten Bären
Zum roten Bären (L'orso rosso) è l'hotel più antico della Germania e dell'Europa. La sua esistenza è precedente alla fondazione della città di Friburgo da parte dei duchi della casa di Zähringen nel 1120.

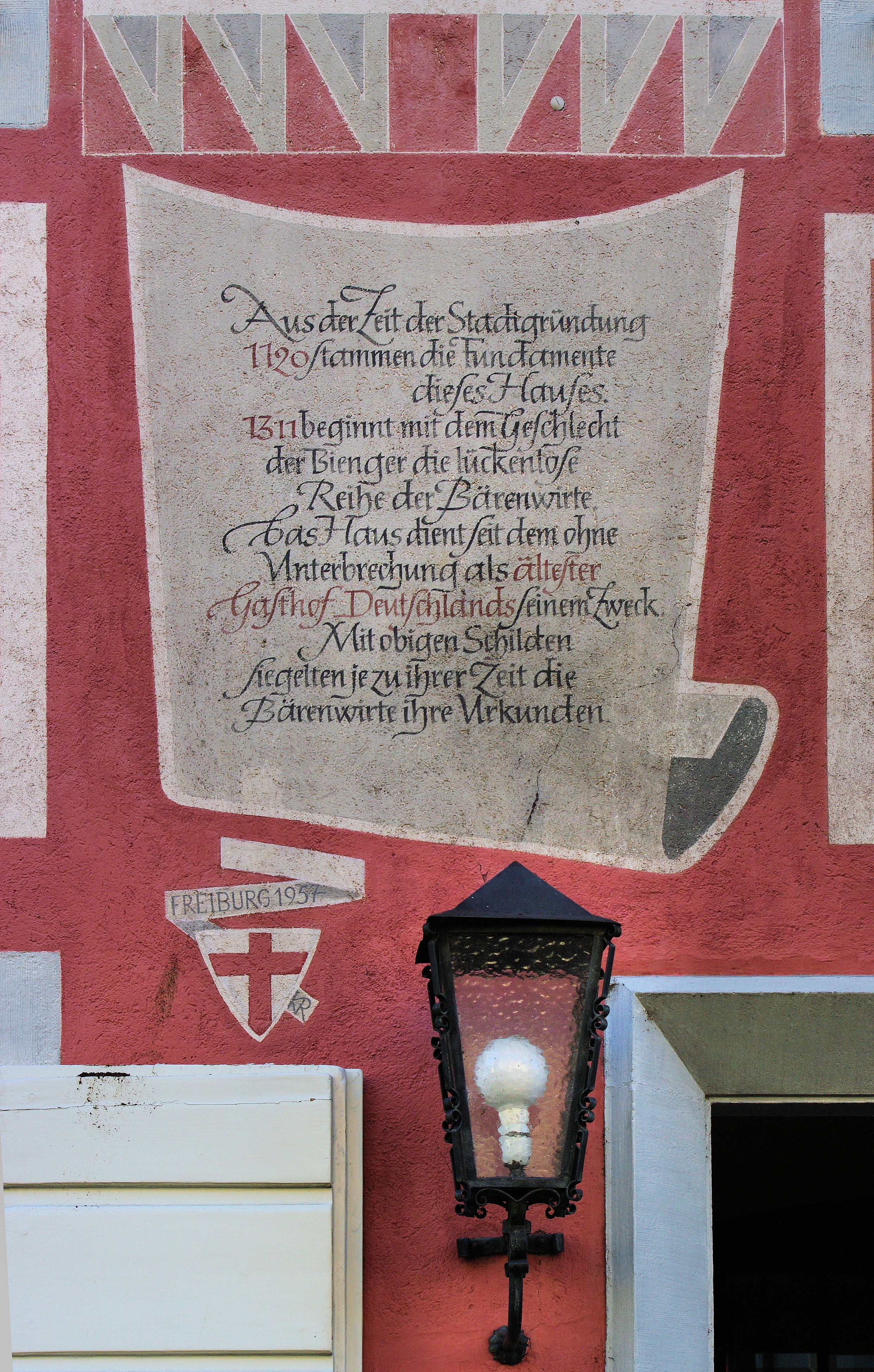
Storia parziale sul muro nella parte anteriore dell'edificio

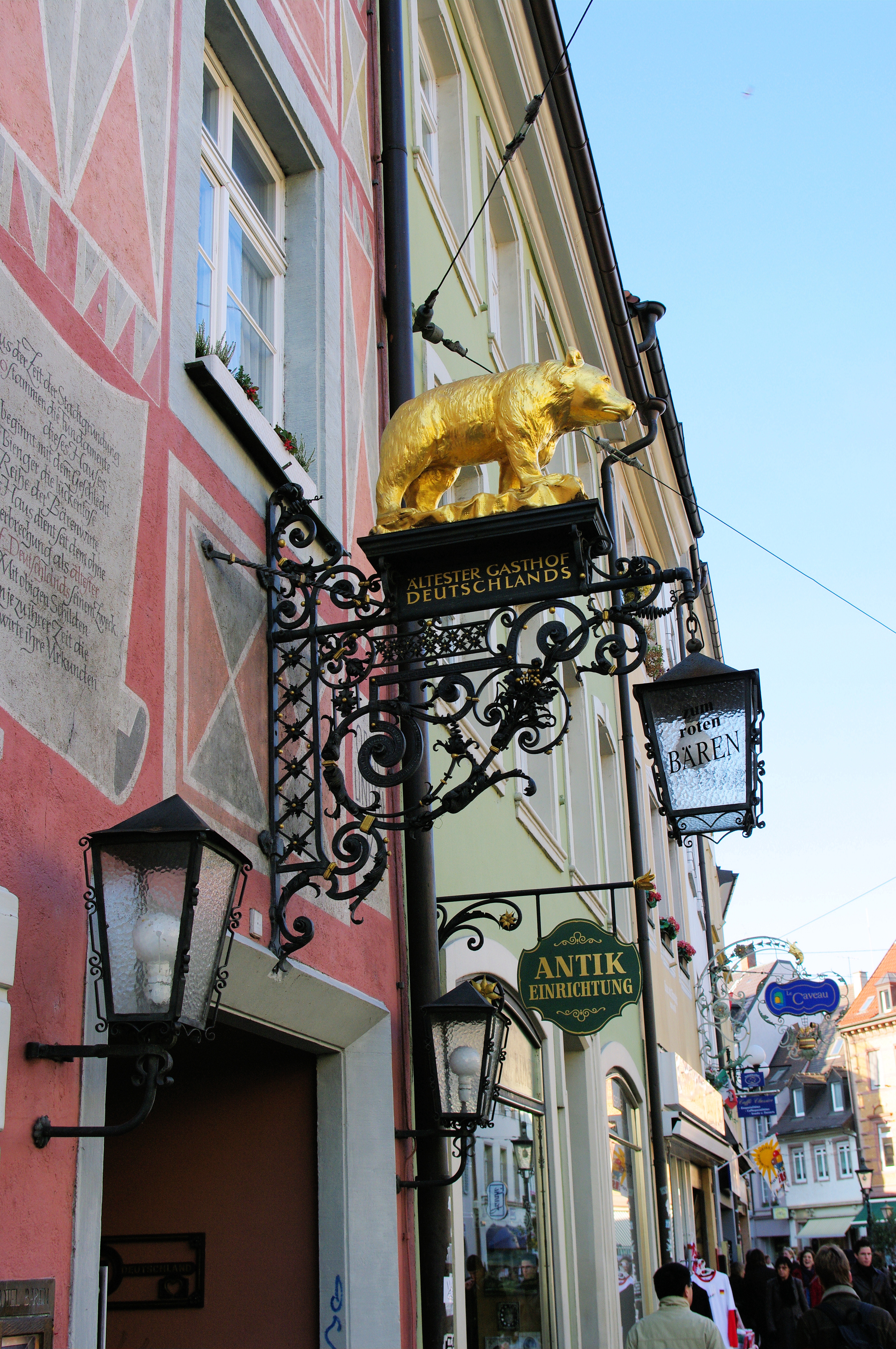
Insegna

## Storia
La prima documentazione scritta è un documento catastale del vicino monastero, dell'anno 1311, che indica il proprietario come Hanmann Bienger il vecchio. Molti proprietari terrieri erano anche giudici e consiglieri della città di Friburgo e spesso anche maestri della corporazione. Per qualche tempo, la sala della corporazione dei calzolai si trovava al Zum Roten Bären, come si può vedere in una delle finestre della Cattedrale di Friburgo. L'attuale gestore, Wolf Eschger, è il 51° proprietario.